# Campeonato Europeu de Halterofilismo de 1972
O 51º Campeonato Europeu de Halterofilismo foi organizado pela Federação Europeia de Halterofilismo em Constança, na Romênia entre 13 a 21 de maio de 1972. Foram disputadas 9 categorias com a presença de 157 halterofilistas de 27 nacionalidades.

## Medalhistas
| Evento                       | Ouro                                 | Ouro              | Prata                                | Prata             | Bronze                               | Bronze            |
| Mosca (até 52 kg)            | Mosca (até 52 kg)                    | Mosca (até 52 kg) | Mosca (até 52 kg)                    | Mosca (até 52 kg) | Mosca (até 52 kg)                    | Mosca (até 52 kg) |
| ---------------------------- | ------------------------------------ | ----------------- | ------------------------------------ | ----------------- | ------------------------------------ | ----------------- |
| Desenvolvimento militar      | Adam Gnatov · União Soviética        | 120,0 kg          | Zygmunt Smalcerz · Polónia           | 112,5 kg          | Lajos Szűcs · Hungria                | 107,5 kg          |
| Arranque                     | Zygmunt Smalcerz · Polónia           | 102,5 kg          | Ion Hortopan · Roménia               | 95,0 kg           | Boleslav Pachol · Tchecoslováquia    | 95,0 kg           |
| Arremesso                    | Lajos Szűcs · Hungria                | 127,5 kg          | Adam Gnatov · União Soviética        | 127,5 kg          | Zygmunt Smalcerz · Polónia           | 125,0 kg          |
| Total                        | Zygmunt Smalcerz · Polónia           | 340,0 kg          | Adam Gnatov · União Soviética        | 332,5 kg          | Lajos Szűcs · Hungria                | 327,5 kg          |
| Galo (até 56 kg)             |                                      |                   |                                      |                   |                                      |                   |
| Desenvolvimento militar      | Rafail Belenkov · União Soviética    | 120,0 kg          | Waldemar Korcz · Polónia             | 115,0 kg          | Georgi Todorov · Bulgária            | 115,0 kg          |
| Arranque                     | Rafail Belenkov · União Soviética    | 105,0 kg          | Szymon Czyz · Polónia                | 105,0 kg          | Georgi Todorov · Bulgária            | 102,5 kg          |
| Arremesso                    | Georgi Todorov · Bulgária            | 137,5 kg          | Rafail Belenkov · União Soviética    | 135,0 kg          | Victor Rusu · Roménia                | 135,0 kg          |
| Total                        | Rafail Belenkov · União Soviética    | 360,0 kg          | Georgi Todorov · Bulgária            | 355,0 kg          | Waldemar Korcz · Polónia             | 352,5 kg          |
| Pena (até 60 kg)             |                                      |                   |                                      |                   |                                      |                   |
| Desenvolvimento militar      | Henryk Trębicki · Polónia            | 125,0 kg          | Ymer Pampuri · Albânia               | 125,0 kg          | Dito Shanidze · União Soviética      | 122,5 kg          |
| Arranque                     | Dito Shanidze · União Soviética      | 120,0 kg          | Norair Nurikyan · Bulgária           | 117,5 kg          | Wolfgang Zander · Alemanha Oriental  | 112,5 kg          |
| Arremesso                    | Dito Shanidze · União Soviética      | 152,5 kg          | Norair Nurikyan · Bulgária           | 150,0 kg          | Mieczysław Nowak · Polónia           | 150,0 kg          |
| Total                        | Dito Shanidze · União Soviética      | 395,0 kg          | Norair Nurikyan · Bulgária           | 387,5 kg          | Mieczysław Nowak · Polónia           | 375,0 kg          |
| Leve (até 67,5 kg)           |                                      |                   |                                      |                   |                                      |                   |
| Desenvolvimento militar      | Mladen Kuchev · Bulgária             | 155,0 kg          | Zbigniew Kaczmarek · Polónia         | 150,0 kg          | Pietro Masala · Alemanha Ocidental   | 142,5 kg          |
| Arranque                     | Mukharby Kirzhinov · União Soviética | 130,0 kg          | Mladen Kuchev · Bulgária             | 125,0 kg          | Zbigniew Kaczmarek · Polónia         | 125,0 kg          |
| Arremesso                    | Mladen Kuchev · Bulgária             | 167,5 kg          | Mukharby Kirzhinov · União Soviética | 167,5 kg          | Zbigniew Kaczmarek · Polónia         | 167,5 kg          |
| Total                        | Mladen Kuchev · Bulgária             | 447,5 kg          | Zbigniew Kaczmarek · Polónia         | 442,5 kg          | Mukharby Kirzhinov · União Soviética | 435,0 kg          |
| Médio (até 75 kg)            |                                      |                   |                                      |                   |                                      |                   |
| Desenvolvimento militar      | Viktor Kurentsov · União Soviética   | 160,0 kg          | Yordan Bikov · Bulgária              | 155,0 kg          | Anselmo Silvino · Itália             | 150,0 kg          |
| Arranque                     | Aimé Terme · França                  | 140,0 kg          | Yordan Bikov · Bulgária              | 137,5 kg          | Frank Zielecke · Alemanha Oriental   | 137,5 kg          |
| Arremesso                    | Yordan Bikov · Bulgária              | 185,0 kg          | Viktor Kurentsov · União Soviética   | 177,5 kg          | Anselmo Silvino · Itália             | 175,0 kg          |
| Total                        | Yordan Bikov · Bulgária              | 477,5 kg          | Viktor Kurentsov · União Soviética   | 472,5 kg          | Anselmo Silvino · Itália             | 460,0 kg          |
| Pesado-ligeiro (até 82,5 kg) |                                      |                   |                                      |                   |                                      |                   |
| Desenvolvimento militar      | Boris Pavlov · União Soviética       | 175,0 kg          | Leif Jenssen · Noruega               | 170,0 kg          | Dino Turcato · Itália                | 165,0 kg          |
| Arranque                     | Kaarlo Kangasniemi · Finlândia       | 155,0 kg          | Leif Jenssen · Noruega               | 150,0 kg          | Boris Pavlov · União Soviética       | 147,5 kg          |
| Arremesso                    | Boris Pavlov · União Soviética       | 190,0 kg          | Juhani Avellan · Finlândia           | 187,5 kg          | Norbert Ozimek · Polónia             | 185,0 kg          |
| Total                        | Boris Pavlov · União Soviética       | 512,5 kg          | Leif Jenssen · Noruega               | 505,0 kg          | Kaarlo Kangasniemi · Finlândia       | 495,0 kg          |
| Meio-pesado (até 90 kg)      |                                      |                   |                                      |                   |                                      |                   |
| Desenvolvimento militar      | David Rigert · União Soviética       | 185,0 kg          | Karl Arnold · Alemanha Oriental      | 185,0 kg          | Andon Nikolov · Bulgária             | 182,5 kg          |
| Arranque                     | David Rigert · União Soviética       | 165,0 kg          | Jaakko Kailajärvi · Finlândia        | 155,0 kg          | Andon Nikolov · Bulgária             | 152,5 kg          |
| Arremesso                    | David Rigert · União Soviética       | 207,5 kg          | Atanas Shopov · Bulgária             | 202,5 kg          | Jaakko Kailajärvi · Finlândia        | 190,0 kg          |
| Total                        | David Rigert · União Soviética       | 557,5 kg          | Atanas Shopov · Bulgária             | 527,5 kg          | Andon Nikolov · Bulgária             | 525,0 kg          |
| Pesado (até 110 kg)          |                                      |                   |                                      |                   |                                      |                   |
| Desenvolvimento militar      | Jaan Talts · União Soviética         | 200,0 kg          | Helmut Losch · Alemanha Oriental     | 192,5 kg          | Stefan Grützner · Alemanha Oriental  | 187,5 kg          |
| Arranque                     | Jaan Talts · União Soviética         | 165,0 kg          | Kauko Kangasniemi · Finlândia        | 160,0 kg          | Stefan Grützner · Alemanha Oriental  | 157,5 kg          |
| Arremesso                    | Jaan Talts · União Soviética         | 222,5 kg          | Stefan Grützner · Alemanha Oriental  | 205,0 kg          | Kauko Kangasniemi · Finlândia        | 200,0 kg          |
| Total                        | Jaan Talts · União Soviética         | 587,5 kg          | Stefan Grützner · Alemanha Oriental  | 550,0 kg          | Kauko Kangasniemi · Finlândia        | 540,0 kg          |
| Super pesado (+ 110 kg)      |                                      |                   |                                      |                   |                                      |                   |
| Desenvolvimento militar      | Rudolf Mang · Alemanha Ocidental     | 230,0 kg          | Vasily Alekseyev · União Soviética   | 225,0 kg          | Serge Reding · Bélgica               | 210,0 kg          |
| Arranque                     | Rudolf Mang · Alemanha Ocidental     | 177,5 kg          | Vasily Alekseyev · União Soviética   | 175,0 kg          | Kalevi Lahdenranta · Finlândia       | 170,0 kg          |
| Arremesso                    | Vasily Alekseyev · União Soviética   | 232,5 kg          | Rudolf Mang · Alemanha Ocidental     | 222,5 kg          | Gerd Bonk · Alemanha Oriental        | 215,0 kg          |
| Total                        | Vasily Alekseyev · União Soviética   | 632,5 kg          | Rudolf Mang · Alemanha Ocidental     | 630,0 kg          | Gerd Bonk · Alemanha Oriental        | 565,0 kg          |

## Quadro de medalhas
Quadro de medalhas no total combinado
| Ordem | País               | Medalha de ouro | Medalha de prata | Medalha de bronze | Total |
| ----- | ------------------ | --------------- | ---------------- | ----------------- | ----- |
| 1     | União Soviética    | 6               | 2                | 1                 | 9     |
| 2     | Bulgária           | 2               | 3                | 1                 | 6     |
| 3     | Polónia            | 1               | 1                | 2                 | 4     |
| 4     | Alemanha Oriental  | 0               | 1                | 1                 | 2     |
| 5     | Noruega            | 0               | 1                | 0                 | 1     |
| 5     | Alemanha Ocidental | 0               | 1                | 0                 | 1     |
| 7     | Bulgária           | 0               | 0                | 2                 | 2     |
| 8     | Hungria            | 0               | 0                | 1                 | 1     |
| 8     | Itália             | 0               | 0                | 1                 | 1     |
| Total | Total              | 9               | 9                | 9                 | 27    |